# Eliteserien 2015-2016 (pallavolo maschile)
La Eliteserien 2015-2016 si è svolta dal 10 ottobre 2015 al 13 marzo 2016: al torneo hanno partecipato sette squadre di club norvegesi e la vittoria finale è andata per l'undicesima volta, la terza consecutiva, al Nyborg Volleyballklubb.

## Regolamento

### Formula
Le squadre hanno disputato un girone all'italiana, con gare di andata e ritorno.

### Criteri di classifica
Se il risultato finale è stato di 3-0 o 3-1 sono stati assegnati 3 punti alla squadra vincente e 0 a quella sconfitta, se il risultato finale è stato di 3-2 sono stati assegnati 2 punti alla squadra vincente e 1 a quella sconfitta.
L'ordine del posizionamento in classifica è stato definito in base a:
- Punti;
- Numero di partite vinte;
- Ratio dei set vinti/persi;
- Ratio dei punti realizzati/subiti.

## Squadre partecipanti
| Club         | Città        | Palazzetto                | Stagione precedente  |
| ------------ | ------------ | ------------------------- | -------------------- |
| Nyborg       | Bergen       | Stemmemyren Bergen        | Campione di Norvegia |
| Førde        | Førde        | Førdehuset Førde          | 6ª in Eliteserien    |
| Koll         | Oslo         | Kringsjåhallen Oslo       | 7ª in Eliteserien    |
| Kristiansund | Kristiansund | ?                         | 4ª in Eliteserien    |
| Randaberg    | Randaberg    | Randaberghallen Randaberg | 3ª in Eliteserien    |
| Tromsø       | Tromsø       | Tromsøhallen Tromsø       | 2ª in Eliteserien    |
| NTNUI        | Trondheim    | Dragvollhallen Trondheim  | 5ª in Eliteserien    |

## Torneo

### Risultati
| Partite |                        |     |                                   |
|         |                        |     |                                   |
| 10-10   | Bergen-Koll            | 3-0 | 25-12, 25-11, 25-17               |
| 10-10   | Randaberg-Kristiansund | 3-0 | 25-11, 26-24, 25-21               |
| 10-10   | Tromsø-Trondheim       | 0-3 | 14-25, 21-25, 23-25               |
| 11-10   | Førde-Koll             | 3-0 | 25-14, 25-17, 25-17               |
| 24-10   | Randaberg-Bergen       | 3-0 | 25-22, 27-25, 26-24               |
| 24-10   | Kristiansund-Førde     | 0-3 | 18-25, 20-25, 25-27               |
| 24-10   | Koll-Trondheim         | 1-3 | 23-25, 25-23, 29-31, 17-25        |
| 31-10   | Koll-Randaberg         | 1-3 | 18-25, 25-27, 25-19, 13-25        |
| 31-10   | Bergen-Førde           | 3-0 | 25-18, 25-19, 25-19               |
| 31-10   | Tromsø-Kristiansund    | 3-0 | 25-18, 25-13, 25-14               |
| 01-11   | Randaberg-Førde        | 2-3 | 30-32, 18-25, 25-22, 25-22, 11-15 |
| 08-11   | Trondheim-Tromsø       | 3-0 | 25-20, 25-18, 25-19               |
| 14-11   | Bergen-Tromsø          | 3-0 | 25-18, 25-19, 25-17               |
| 14-11   | Kristiansund-Trondheim | 1-3 | 25-23, 17-25, 19-25, 17-25        |
| 15-11   | Førde-Tromsø           | 3-0 | 25-20, 25-17, 25-22               |
| 05-12   | Tromsø-Randaberg       | 3-2 | 21-25, 25-19, 21-25, 25-20, 15-11 |
| 05-12   | Kristiansund-Bergen    | 0-3 | 10-25, 25-27, 21-25               |
| 05-12   | Trondheim-Førde        | 3-1 | 25-22, 25-22, 23-25, 27-25        |
| 06-12   | Trondheim-Bergen       | 0-3 | 18-25, 20-25, 23-25               |
| 06-12   | Koll-Førde             | 0-3 | 21-25, 16-25, 15-25               |
| 09-01   | Koll-Bergen            | 0-3 | 20-25, 15-25, 21-25               |

| Partite |                        |     |                                   |
|         |                        |     |                                   |
| 09-01   | Førde-Kristiansund     | 3-0 | 25-22, 25-14, 25-22               |
| 10-10   | Bergen-Kristiansund    | 3-0 | 25-10, 25-18, 25-11               |
| 10-10   | Randaberg-Tromsø       | 0-3 | 26-28, 30-32, 19-25               |
| 06-02   | Tromsø-Koll            | 3-1 | 25-15, 22-25, 25-18, 25-13        |
| 06-02   | Førde-Bergen           | 0-3 | 19-25, 17-25, 27-29               |
| 06-02   | Trondheim-Randaberg    | 3-1 | 21-25, 25-15, 25-17, 25-16        |
| 07-02   | Kristiansund-Randaberg | 0-3 | 17-25, 22-25, 18-25               |
| 13-02   | Kristiansund-Tromsø    | 1-3 | 15-25, 25-23, 20-25, 23-25        |
| 13-02   | Randaberg-Koll         | 3-0 | 25-17, 25-19, 25-14               |
| 13-02   | Førde-Trondheim        | 3-0 | 27-25, 25-14, 25-21               |
| 14-02   | Bergen-Trondheim       | 3-0 | 25-21, 25-19, 25-12               |
| 14-02   | Koll-Tromsø            | 0-3 | 18-25, 23-25, 18-25               |
| 20-02   | Randaberg-Trondheim    | 1-3 | 25-22, 24-26, 21-25, 24-26        |
| 20-02   | Tromsø-Førde           | 3-2 | 25-23, 25-16, 20-25, 23-25, 15-11 |
| 21-02   | Kristiansund-Koll      | 3-2 | 25-19, 21-25, 18-25, 26-24, 15-9  |
| 27-02   | Førde-Randaberg        | 3-0 | 25-20, 25-21, 25-14               |
| 28-02   | Bergen-Randaberg       | 3-1 | 25-21, 25-23, 23-25, 25-23        |
| 06-03   | Trondheim-Kristiansund | 3-1 | 25-17, 23-25, 25-23, 25-15        |
| 12-03   | Koll-Kristiansund      | 3-1 | 25-19, 23-25, 25-14, 25-12        |
| 12-03   | Tromsø-Bergen          | 3-0 | 25-13, 25-22, 25-21               |
| 13-03   | Trondheim-Koll         | 3-0 | 25-17, 25-23, 25-23               |

### Classifica
| Pos. | Squadra      | Pt | G  | V  | P  | SV | SP | Ratio | PF  | PS    | Ratio |
| ---- | ------------ | -- | -- | -- | -- | -- | -- | ----- | --- | ----- | ----- |
| 1.   | Nyborg       | 30 | 12 | 10 | 2  | 30 | 7  | 4.285 | 906 | 722   | 1.254 |
| 2.   | NTNUI        | 27 | 12 | 9  | 3  | 27 | 15 | 1.800 | 993 | 918   | 1.081 |
| 3.   | Førde        | 24 | 12 | 8  | 4  | 27 | 14 | 1.928 | 958 | 866   | 1.106 |
| 4.   | Tromsø       | 22 | 12 | 8  | 4  | 24 | 18 | 1.333 | 948 | 889   | 1.066 |
| 5.   | Randaberg    | 17 | 12 | 5  | 7  | 22 | 22 | 1.000 | 998 | 991   | 1.007 |
| 6.   | Koll         | 4  | 12 | 1  | 11 | 8  | 34 | 0.235 | 814 | 997   | 0.816 |
| 7.   | Kristiansund | 2  | 12 | 1  | 11 | 7  | 35 | 0.200 | 790 | 1 024 | 0.771 |

## Classifica finale
| Pos                 | Squadra      | Qualificazione        |
| ------------------- | ------------ | --------------------- |
| Norvegia (bandiera) | Nyborg       | Challenge Cup 2016-17 |
| 2                   | NTNUI        |                       |
| 3                   | Førde        | Challenge Cup 2016-17 |
| 4                   | Tromsø       |                       |
| 5                   | Randaberg    |                       |
| 6                   | Koll         |                       |
| 7                   | Kristiansund |                       |

## Statistiche
| Rendimento individuale | Rendimento individuale | Rendimento individuale | Rendimento individuale |
| Pos.                   | Nome                   | Punti                  | Squadra                |
| ---------------------- | ---------------------- | ---------------------- | ---------------------- |
| 1                      | Sigurd Festøy          | 259                    | NTNUI                  |
| 2                      | Mathias Loftesnes      | 174                    | Førde                  |
| 3                      | Kristoffer Østvik      | 157                    | Tromsø                 |
| 4                      | Vetle Hylland          | 136                    | Nyborg                 |
| 5                      | Jon Arnesen            | 135                    | NTNUI                  |
| 6                      | Kristian Bjelland      | 124                    | Nyborg                 |
| 7                      | Ørjan Siljander        | 116                    | Nyborg                 |
| 8                      | Håvard Aarrestad       | 110                    | Førde                  |
| 9                      | Gøran Rønneberg        | 107                    | Randaberg              |
| 10                     | Anders Strømsvåg       | 105                    | Koll                   |

| Attacchi vincenti | Attacchi vincenti | Attacchi vincenti | Attacchi vincenti |
| Pos.              | Nome              | Punti             | Squadra           |
| ----------------- | ----------------- | ----------------- | ----------------- |
| 1                 | Sigurd Festøy     | 202               | NTNUI             |
| 2                 | Mathias Loftesnes | 152               | Førde             |
| 3                 | Kristoffer Østvik | 128               | Tromsø            |
| 4                 | Jon Arnesen       | 115               | NTNUI             |
| 5                 | Vetle Hylland     | 111               | Nyborg            |
| 6                 | Kristian Bjelland | 103               | Nyborg            |
| 7                 | Håvard Aarrestad  | 96                | Førde             |
| 8                 | Martin Støyten    | 93                | Førde             |
| 9                 | Ørjan Siljander   | 92                | Nyborg            |
| 10                | Jon Berntzen      | 91                | Randaberg         |

| Muri vincenti | Muri vincenti      | Muri vincenti | Muri vincenti |
| Pos.          | Nome               | Punti         | Squadra       |
| ------------- | ------------------ | ------------- | ------------- |
| 1             | Sigurd Festøy      | 24            | NTNUI         |
| 1             | Øystein Schierning | 24            | Koll          |
| 1             | Predrag Vasić      | 24            | Tromsø        |
| 4             | Cato Seljevold     | 23            | NTNUI         |
| 5             | Rune Berg          | 21            | Randaberg     |
| 5             | Matt Thobe         | 21            | Tromsø        |
| 7             | Jon Haukås         | 20            | Nyborg        |
| 7             | Lars Kaasa         | 20            | NTNUI         |
| 9             | Kristoffer Østvik  | 19            | Tromsø        |
| 10            | Kristian Bjelland  | 18            | Nyborg        |

| Battute vincenti | Battute vincenti  | Battute vincenti | Battute vincenti |
| Pos.             | Nome              | Punti            | Squadra          |
| ---------------- | ----------------- | ---------------- | ---------------- |
| 1                | Sigurd Festøy     | 33               | NTNUI            |
| 2                | Predrag Vasić     | 22               | Tromsø           |
| 3                | Gøran Rønneberg   | 19               | Randaberg        |
| 4                | Vetle Hylland     | 13               | Nyborg           |
| 5                | Ørjan Siljander   | 12               | Nyborg           |
| 5                | Anders Strømsvåg  | 12               | Koll             |
| 7                | Matt Thobe        | 11               | Tromsø           |
| 8                | Robin Bergheim    | 10               | Tromsø           |
| 8                | Jon Haukås        | 10               | Nyborg           |
| 8                | Lars Kaasa        | 10               | NTNUI            |
| 8                | Kristian Lian     | 10               | Kristiansund     |
| 8                | Kristoffer Østvik | 10               | Tromsø           |